# Български месечник
„Български месечник“ е българско „списание за словесност“, издавано от Свободно поетическо общество. Първата му книжка излиза през ноември 1997 година. Спира през 2000 година.
В първата му книжка редколегията обявява:
| „ | „То е полезно, естествено списание, от което всеки българин може да научи за себе си онова, което не знае, да се завърне към българската литература и история, към своите достойнства и кривици. В „Български месечник“ няма да има национализми и патриотизъм нахалост, а опит всеки да разбере Отечеството си.“ | “ |

Според редколегията списанието е заченато на 11 януари 1997 година:
| „ | „в първия ден на Нова България, докато гледахме как нуждата от българското оживява и вълнува, бунтува, как залива площада около храма „Св. Александър Невски“, как, насълзени, хората протестират именно заради българската чест. Ние сме длъжни да дадем смисъла на своя живот, на своето във времето и на Отечеството във времето. Иначе ще си отидем от света напусто като ненужни и непотребни, живели и умрели“. | “ |

Според критичката на в. „Култура“ Милена Кирова
| „ | „Той се оказа различен от всичко друго, може би изборът на новото поколение (според желанието на съставителите си), а по-скоро - умора от играта на модерна фриволност и носталгично възраждане на желанието за бащинство у средното поколение „млади“ писатели.“ | “ |

„Български месечник“ публикува с коментари непубликувани или малко известни текстове на автори от българската класика, сред които неиздадените мемоари на Чайка Чайковски (Садък паша), стихотворения на Антон Франгя, разкази на Ангел Ангелов – Джендема (кн.4-5), стихотворения на Георги-Асен Дзивгов, повестта „Очите, които плачат“ на Александър Вутимски, пиесата „Царвулиада“ на Найден Шейтанов, романът „Покривът“ на Георги Марков, есето „Боян Магьосникът“ на Васил Пундев (кн.6-7), спомените на Рафаел Камхи, преживял трагедията на Холокоста в Солун (кн.12).
ISSN 1311 0098. Главен редактор – Ани Илков. В редколегията участват също Румен Леонидов, Емил Андреев, Георги Христов-Джудо и Марин Бодаков.
Тиражът му е 250 броя.